# Zołotyje jajcy
Zołotyje jajcy (Золотые яйцы, pol. Złote jaja) – szósty album studyjny białoruskiego zespołu rockowego Lapis Trubieckoj, wydany w 2004 roku. Grupa odeszła w nim od stylu znanego ze swoich wcześniejszych albumów na rzecz bardziej alternatywnego brzmienia z silnymi wpływami reggae i ska.

## Lista utworów
| Nr  | Tytuł utworu                         | Oryginalna pisownia tytułu | Długość |
| --- | ------------------------------------ | -------------------------- | ------- |
| 1.  | „Raińka”                             | «Раинька»                  | 3:55    |
| 2.  | „Zołotyje jajcy”                     | «Золотые яйцы»             | 2:39    |
| 3.  | „Łuczsze czem w Pariże”              | «Лучше, чем в Париже»      | 3:19    |
| 4.  | „Krasiwaja”                          | «Красивая»                 | 4:32    |
| 5.  | „Leto w Biełorussii”                 | «Лето в Белоруссии»        | 3:02    |
| 6.  | „Kurwy”                              | «Курвы»                    | 2:58    |
| 7.  | „Łastoczki”                          | «Ласточки»                 | 4:59    |
| 8.  | „Fabricznaja”                        | «Фабричная»                | 3:24    |
| 9.  | „Kuraczki”                           | «Курачкі»                  | 3:07    |
| 10. | „Ty moja”                            | «Ты моя»                   | 4:02    |
| 11. | „Lubowi kapiec”                      | «Любови капец»             | 3:13    |
| 12. | „Pocztaliony” (cover Secret Service) | «Почтальоны»               | 4:04    |
| 13. | „Ramonki”                            | «Рамонкі»                  | 3:00    |
|     |                                      |                            | 46:14   |

## Twórcy
- Siarhiej Michałok – wokal
- Pawieł Bułatnikau – wokal, tamburyn
- Pawieł Kuziukowicz – waltornia, trąbka
- Uładzimir „Jołkin” Ehlicis – gitara basowa, klawisze, gitara, mandolina
- Iwan Hałuszka – puzon
- Rusłan Uładyka – gitara, klawisze
- Alaksandr Starażuk – bębny, perkusja, dzwonki

Nad albumem pracowali także:
- Jahor Dryndzin – trąbka (utwór 1)
- Dzmitryj Swirydowicz – gitara basowa (utwór 1)
- Alaksiej Zajcau – gitara basowa (utwór 7)[2]